# Мері Андерсон (винахідниця)
Мері Андерсон (англ. Mary Anderson; 19 лютого 1866, округ Грін, Алабама ― 27 червень 1953 Монтігліо, Теннессі) ― американська власниця ранчо, виноградарка і винахідниця склоочисника. У листопаді 1903 року отримала свій перший патент на склоочисник, тобто на пристрій для очищення скел автомобіля, керований зсередини автомобіля.

## Біографія
Мері Андерсон народилася в окрузі Грін, штат Алабама, в 1866 році, на початку періоду реконструкції Півдня. У 1889 році вона переїхала зі своєю овдовілою матір'ю і сестрою у квітуче місто Бірмінгем (Алабама). Незабаром після поселення в місті вона побудувала на Хайленд-авеню прибутковий будинок "Fairmont Apartments". У 1893 році Мері Андерсон переїхала до Фресно, Каліфорнія, де вона жила до 1898 року, після чого повернулася в Бірмінгем. У Бірмінгемі Мері Андерсон продовжувала керувати "Fairmont Apartments" до своєї смерті у віці 87 років. До цього часу вона була найстарішим членом Пресвітеріанської церкви в Південному Гайленді. Вона померла у своєму літньому будинку в Монтігліо, штат Теннессі, похована на кладовищі Елмвуд.

## Винахід склоочисників

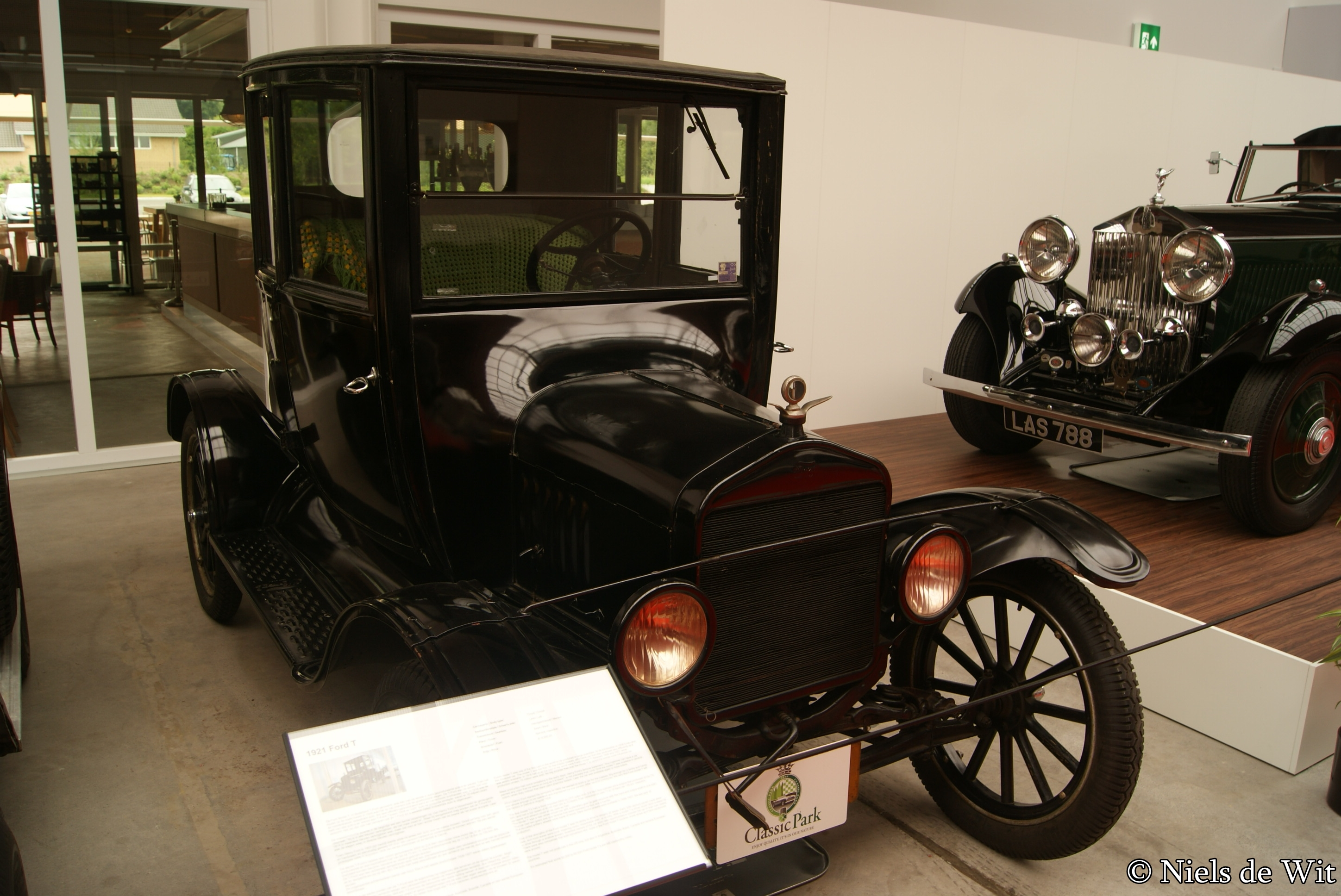
Форд Модель Т зі склоочисником, 1921 р.

Узимку 1902 року, перебуваючи в Нью-Йорку, під час поїздки міським трамваєм вона помітила, що, попри морозний день, машиніст їхав з відкритими стулками вітрового скла, оскільки йому було необхідно постійно скидати падучий дощ і сніг. Коли вона повернулася до Алабами, то найняла конструктора, який розробив для неї очищувач лобового скла з ручним керуванням. За її замовленням місцева компанія виготовила робочу модель склоочисника. Подавши заявку, в 1903 році вона отримала патент на склоочисник. Прилад складався з важеля всередині автомобіля, який керував гумовою щіткою на зовнішній стороні вітрового скла. Для забезпечення контакту між склоочисником і вікном використовувалася пружина. За допомогою важеля підпружинену щітку можна було рухати зліва направо по вітровому склі. Схожі пристрої робилися й раніше, але склоочисник конструкції Мері Андерсон був першим ефективним.
У 1905 році Андерсон спробувала продати права на свій винахід відомій канадській фірмі, але отримала відмову. Пропозицію Андерсон відхилили, заявивши, що фірма не вважає, що її винахід має комерційну цінність. Після закінчення терміну дії патенту в 1920 році, почало зростати виробництво автомобілів. У 1922 році компанія Cadillac стала першим виробником автомобілів, який встановлював склоочисники конструкції Мері Андерсон на всі свої автомобілі як стандартне обладнання. Незабаром склоочисники стали стандартним обладнанням для всіх автомобілів.

## У популярній культурі
Винахід склоочисника Мері Андерсон згадується в мультсеріалі «Сімпсони» в 19-му епізоді 17 сезону, який називається «Дівчата просто хочуть математики» (англ. Girls Just Want to Have Sums) під час суперечки з приводу рівності статей між Мардж Сімпсон, її чоловіком Гомером і сином Бартом.
Мардж: «Ну, ще склоочисник винайшла жінка!»
Гомер: «Прекрасне доповнення для автомобіля, який винайшли чоловіки!».

## Спадщина
2017 році її ім'я було внесене до Національної зали слави винахідників.